# Добровольный (Липецкая область)
Доброво́льный — посёлок Зенкинского сельского поселения Чаплыгинского района Липецкой области.

## География
Стоит на правом берегу реки Раковой Рясы.

## История
Уже существовал в 1932 году; тогда в нём насчитывалось 549 человек.
Посёлок организовали переселенцы, которые в названии отразили характер переезда.

## Население
| 2010 |
| ---- |
| 20   |